# Université fédérale rurale de l'Amazonie
L'université fédérale rurale de l'Amazonie est une université brésilienne rurale, implantée à Belém, possédant également des implantations dans d'autres villes de la région amazonienne. Est un établissement public d'enseignement supérieur brésilien, géré par le gouvernement fédéral du Brésil,. Elle est reconnue pour son excellence dans le domaine des sciences agricoles. Toutefois, il se diversifie dans d'autres domaines,.

## Histoire

### Jusqu'en 1972: élévation pour la Faculté des sciences agricoles de Pará
L'UFRA trouve son origine dans l'École d'agronomie de l'Amazonie, créée en 1945 dans le but de préparer les agronomes du nord du Brésil. Elle a commencé à fonctionner en 1951 et s'est consolidée dès 1960 en tant qu'institution de formation pour les ressources humaines en sciences agricoles.
En 1972, l'École d'agronomie de l'Amazonie a pris le nom de Faculté des sciences agricoles du Pará (FCAP) afin de mieux répondre à la demande de formation des ressources humaines en Amazonie. En 1974, le FCAP a été créé dans le premier hôpital vétérinaire de la région Nord.

### 1976-2001: l'époque du collège
En 1976, lorsque le premier cours régulier de troisième cycle a été mis en place, avec 17 cours de spécialisation en hévéaculture. En 1984, la maîtrise en agriculture tropicale et ressources en eau a été lancée, avec une concentration en gestion des sols tropicaux, recommandée par le CAPES (Coordination pour l'amélioration du personnel de haut niveau), qui a été restructurée en 1994, créant le programme de troisième cycle en agronomie avec deux concentrations, nutrition minérale des sols et des plantes et biologie végétale tropicale - et le programme de troisième cycle en sciences forestières, avec une concentration en sylviculture et gestion forestière. En mars 2001, en partenariat avec Embrapa Amazônia Oriental, a commencé le programme de doctorat en sciences agraires avec une concentration en systèmes agroforestiers, recommandé par le CAPES en 2000.
En 2001, le CAPES a approuvé la création d'un master en botanique, en partenariat avec le Musée du Pará Emílio-Goeldi.

### Depuis 2002: l'Université fédérale
La demande de transformation a été approuvée par le président de la République de l'époque, Fernando Henrique Cardoso, par le biais de la loi 10.611 du 23 décembre 2002, publiée au Diário Oficial da União le 24 décembre 2002.

## Composantes
Comme la majorité des universités brésiliennes, l'Université rurale fédérale de l'Amazonie est organisée en instituts qui concentrent les cours offerts par l'université.
Les composantes de l’université sont regroupées en quatre secteurs :
- Institut des sciences agricoles[9],
- Institut du cyberespace[10],
- Institut socioenvironnemental et des ressources en eau[11],
- Institut de la santé et de la production animales[12].